# Squamomedina squamata
Squamomedina squamata är en tvåvingeart som beskrevs av Townsend 1934. Squamomedina squamata ingår i släktet Squamomedina och familjen parasitflugor. Inga underarter finns listade i Catalogue of Life.